# Perro Pastor de Mantiqueira
El Perro Pastor de la Mantiqueira, también llamado de "policialzinho", es una raza antigua de perros de pastoreo que tuvo origen en la Sierra de la Mantiqueira, en la Región Sudeste de Brasil. La raza es reconocida por la SOBRACI en el Brasil.

## Origen

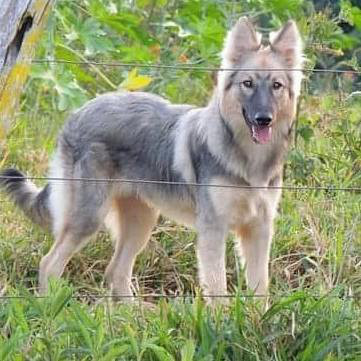
perro pastor de la mantiqueira

Aún no son conclusivas sus orígenes, pero se cree que descendam de los antiguos perros que eran llamados de "policiales"(Antiguos pastores alemanes de trabajo) en Brasil, y que por esta razón, hasta hoy, heredan este nombre. Este es uno de los nombres por el cual son conocidos en su región de origen. Por la apariencia y aptitud para el pastoreo y por los registros históricos (fechas en que razas semejantes llegaron a Brasil), el pastor-mantiqueira probablemente descende de las razas Pastores Belgas y Holandeses, en más pequeño grado  también de algunos ancestros del Pastor Alemán moderno, probablemente del tipo de Turíngia, más leve y más pequeño.  
Más también puede descender de perros ibéricos como el  Pastor garafiano y Pastor vasco, y hasta el Can de Palleiro; estas tres últimas razas citadas son de origen español, y podrían haber llegado a Brasil durante la Unión Ibérica. 
Sus ascendentes habrían llegado a la Sierra de la Mantiqueira y en esta región cruzaron entre sí y habrían sido seleccionados en elo trabajo diario con los rebaños, por los vaqueros y por los tropeiros. Perros pastores de origen portugués también pueden haber contribuido con la formación del Pastor de la Mantiqueira. 
Estos profesionales necesitaban de un buen perro rústico de pastoreio, ágil, fuerte y resistente para conducir la boiada por caminos en que el vaquero en su caballo tenían dificultad para llegar, debido al relieve accidentado con declives muy acentuados de la Sierra de la Mantiqueira. Y dentro del que sabían, siempre buscavam acasalar los perros que mejor atendían sus necesidades. Con esta selección durante los siglos se hizo posible la creación de esta nueva raza. La dificultad de acceso a la sierra de la mantiqueira también ayudó a mantener el plantel de la raza relativamente puro de genes exóticos de otras razas.

### Riesgo de extinción
La Sierra de la Mantiqueira, hay pocos años atrás, tuvo un cambio continuo y permanente hasta los días actuales en sus actividades económicas. El gado ha sido sustituido por la agricultura. Debido a esto, el uso de estos perros ha sido cada vez más pequeña y la actividad turística tiene también ganado fuerza en la región, atrayendo cada vez más personas interesadas en cambiarse de vez para la región, trayendo consigo sus perros. Por eso, el pastor de la mantiqueira está cada vez más amenazado de extinción, sea por la poca busca de su talento en la pecuária o por la miscigenação con razas extranjeras.

## Características

### Físicas
Poseen pelagem en tres tamaños, corto, medio y largo, pudiendo ser pelo liso o crespo, las variedades son estandarizadas en la raza en pelo corto, liso o crespo, los colores son negro, blanco, castanho y dorado en varios tonos, del oscuro al amarillo claro, en los perros de estos colores, la mayoría son de color sólida, con o sin máscara negra, pero hay también los que poseen pequeñas marcaciones en otros colores, generalmente los castanhos y dorados es que poseen marcaciones en los colores negro y blanco, y en estos casos son generalmente en las patas, peitoral, cuello, puntas de las orejas y caudas.
También hay una minoría de bicolores de castanho y negro, estos generalmente con manto negro en toda la extensión del dorso sobre el cuerpo castanho, y ciertamente el color más común en la raza es el azulego, que se caracteriza en la raza con una base amarilla en cualquier tono con pelos negros interpolados, en sus varias nuances, que dan al perro un aspecto amarelado fosco, o acinzentado en la mayoría de las veces, y también azulado en algunos.
El cuerpo es quadrangular denotando grande agilidade, lo porte es medio. La cabeza posee orejas eretas y vueltas para frente, el hocico es fino y los ojos pueden o no ser de colores diferentes.

### Psíquicas
Sus habilidades como pastor de bovinos son apreciadas entre los vaqueros de la Sierra de la Mantiqueira, formando un tripé, vaquero, caballo y perro, que ha contribuido con la economía de la región durante siglos. Son perros rústicos y ágiles, y se dedican por instinto al trabajo con el gado, auxiliando a tocar el gado por las íngremes montañas de la sierra de la Mantiqueira, o a reunir el gado en los corrales cuando llegan a su destino. Se dice entre los habitantes de esta región que el pastor de la mantiqueira es una herramienta de trabajo indispensable para el vaquero en la sierra de la Mantiqueira.